# Aquanord
Aquanord est une société anonyme qui exploite une ferme aquacole créée en 1983 à Gravelines.
Son chiffre d'affaires est de 12 756 200 € en 2011, elle emploie 72 personnes. Elle produit 1 500 tonnes de bars et 1 000 tonnes de daurades par an. La ferme utilise l'eau chaude rejetée par la centrale nucléaire de Gravelines pour l'élevage.
Le repreneur de l'entreprise est la société Aquanord Ichtus (filiale du groupe Gloria Maris),,.